# Copa Panamericana de Voleibol Femenino de 2011
La X Copa Panamericana de Voleibol Femenino se celebra del 1 de julio al 9 de julio de 2011 en Ciudad Juárez, Chihuahua, México. El torneo cuenta con la participación de 8 selecciones nacionales de la NORCECA y 4 de la Confederación Sudamericana de Voleibol.

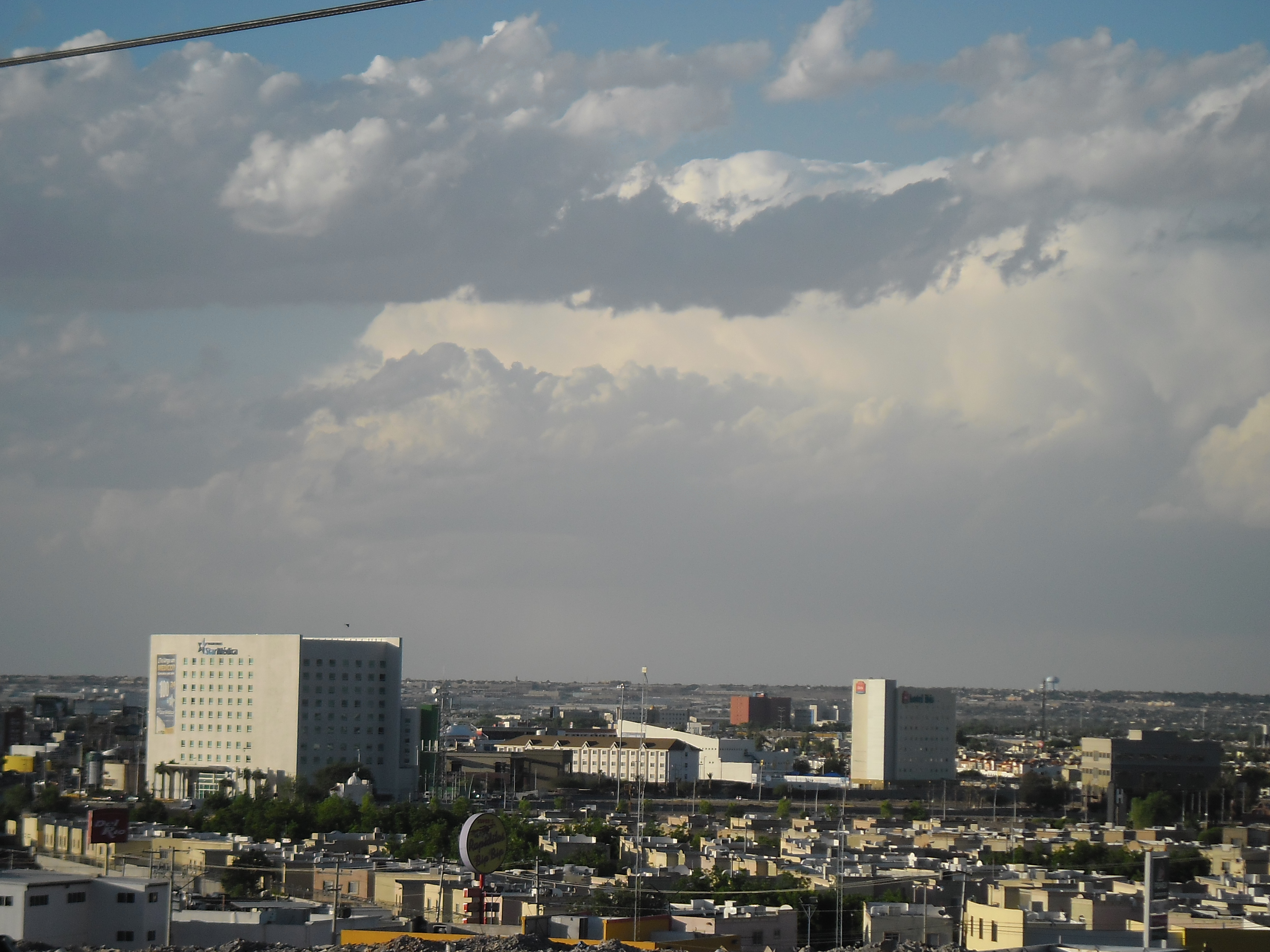
Ciudad Juárez sede de la X Copa Panamerica de Voleibol Femenil

## Equipos participantes
| Grupo A              | Grupo B           |
| -------------------- | ----------------- |
| República Dominicana | Brasil            |
| Cuba                 | Estados Unidos    |
| Argentina            | Puerto Rico       |
| Canadá               | Perú              |
| México               | Costa Rica        |
| Chile                | Trinidad y Tobago |

## Primera fase

### Grupo A

#### Resultados
| Fecha    | Encuentro                        | Resultado | Set   | Set   | Set   | Set   | Set | Puntuación total | Tiempo |
| Fecha    | Encuentro                        | Resultado | 1     | 2     | 3     | 4     | 5   | Puntuación total | Tiempo |
| -------- | -------------------------------- | --------- | ----- | ----- | ----- | ----- | --- | ---------------- | ------ |
| 01-07-11 | Cuba - Argentina                 | 3-1       | 27-29 | 25-19 | 25-13 | 25-20 |     | 102-81           | 1:53   |
| 01-07-11 | República Dominicana - Canadá    | 3-0       | 25-23 | 25-15 | 25-13 |       |     | 75-51            | 1:17   |
| 01-07-11 | Chile - México                   | 0-3       | 22-25 | 19-25 | 15-25 |       |     | 56-75            | 1:18   |
| 02-07-11 | República Dominicana - Chile     | 3-0       | 25-13 | 25-9  | 25-18 |       |     | 75-40            | 1:07   |
| 02-07-11 | Canadá - Argentina               | 1-3       | 15-25 | 23-25 | 25-20 | 24-26 |     | 87-96            | 1:53   |
| 02-07-11 | Cuba - México                    | 3-0       | 25-20 | 25-15 | 25-19 |       |     | 75-54            | 1:05   |
| 03-07-11 | Cuba - Chile                     | 3-0       | 25-10 | 25-10 | 25-14 |       |     | 75-34            | 1:03   |
| 03-07-11 | República Dominicana - Argentina | 3-0       | 25-23 | 25-20 | 25-19 |       |     | 75-62            | 1:25   |
| 03-07-11 | Canadá - México                  | 3-0       | 25-18 | 25-15 | 25-18 |       |     | 75-51            | 1:15   |
| 04-07-11 | Argentina - Chile                | 3-0       | 25-21 | 25-15 | 25-15 |       |     | 75-51            | 1:03   |
| 04-07-11 | Cuba - Canadá                    | 3-0       | 25-13 | 25-18 | 25-22 |       |     | 75-63            | 1:09   |
| 04-07-11 | República Dominicana - México    | 3-0       | 25-20 | 25-19 | 25-15 |       |     | 75-54            | 1:12   |
| 05-07-11 | Canadá - Chile                   | 3-0       | 25-19 | 25-12 | 25-10 |       |     | 75-41            | 0:58   |
| 05-07-11 | Cuba - República Dominicana      | 1-3       | 25-18 | 33-35 | 25-20 | 25-21 |     | 94-108           | 1:52   |
| 05-07-11 | México - Argentina               | 0-3       | 18-25 | 23-25 | 14-25 |       |     | 55-75            | 1:12   |

#### Clasificación
| Pos | Equipo               | PJ | PG | PP | SF | SC | DS  | PTS |
| --- | -------------------- | -- | -- | -- | -- | -- | --- | --- |
| 1   | República Dominicana | 5  | 5  | 0  | 15 | 1  | +14 | 10  |
| 2   | Cuba                 | 5  | 4  | 1  | 13 | 3  | +10 | 9   |
| 3   | Argentina            | 5  | 3  | 2  | 10 | 7  | +3  | 8   |
| 4   | Canadá               | 5  | 2  | 3  | 7  | 9  | -2  | 7   |
| 5   | México               | 5  | 1  | 4  | 3  | 12 | -9  | 5   |
| 6   | Chile                | 5  | 0  | 5  | 0  | 15 | -15 | 5   |

### Grupo B

#### Resultados
| Fecha    | Encuentro                          | Resultado | Set   | Set   | Set   | Set   | Set   | Puntuación total | Tiempo |
| Fecha    | Encuentro                          | Resultado | 1     | 2     | 3     | 4     | 5     | Puntuación total | Tiempo |
| -------- | ---------------------------------- | --------- | ----- | ----- | ----- | ----- | ----- | ---------------- | ------ |
| 01-07-11 | Puerto Rico - Costa Rica           | 3-0       | 25-10 | 25-13 | 25-21 |       |       | 75-44            | 1:15   |
| 01-07-11 | Brasil - Trinidad y Tobago         | 3-0       | 25-15 | 25-12 | 25-19 |       |       | 75-46            | 1:10   |
| 01-07-11 | Estados Unidos - Perú              | 3-0       | 25-20 | 25-14 | 25-14 |       |       | 75-48            | 1:13   |
| 02-07-11 | Perú - Trinidad y Tobago           | 3-0       | 25-15 | 25-17 | 29-27 |       |       | 79-59            | 1:15   |
| 02-07-11 | Brasil - Costa Rica                | 3-0       | 25-15 | 25-12 | 25-10 |       |       | 75-37            | 0:49   |
| 02-07-11 | Estados Unidos - Puerto Rico       | 3-0       | 25-17 | 25-17 | 25-17 |       |       | 75-51            | 0:54   |
| 03-07-11 | Perú - Costa Rica                  | 3-0       | 25-19 | 25-12 | 26-24 |       |       | 76-55            | 1:18   |
| 03-07-11 | Estados Unidos - Trinidad y Tobago | 3-0       | 25-11 | 25-17 | 25-18 |       |       | 75-46            | 1:08   |
| 03-07-11 | Brasil - Puerto Rico               | 3-0       | 25-21 | 25-21 | 25-10 |       |       | 75-52            | 1:17   |
| 04-07-11 | Puerto Rico - Trinidad y Tobago    | 3-0       | 25-16 | 25-20 | 25-18 |       |       | 75-64            | 1:03   |
| 04-07-11 | Brasil - Perú                      | 3-0       | 25-11 | 25-18 | 25-23 |       |       | 75-52            | 1:08   |
| 04-07-11 | Estados Unidos - Costa Rica        | 3-0       | 25-20 | 25-10 | 25-8  |       |       | 75-38            | 0:59   |
| 05-07-11 | Costa Rica - Trinidad y Tobago     | 0-3       | 21-25 | 15-25 | 22-25 |       |       | 58-75            | 1:15   |
| 05-07-11 | Perú - Puerto Rico                 | 1-3       | 15-25 | 21-25 | 33-31 | 13-25 |       | 82-106           | 1:40   |
| 05-07-11 | Brasil - Estados Unidos            | 3-2       | 28-30 | 25-18 | 25-19 | 17-25 | 15-11 | 110-103          | 2:04   |

#### Clasificación
| Pos | Equipo            | PJ | PG | PP | SF | SC | DS  | PTS |
| --- | ----------------- | -- | -- | -- | -- | -- | --- | --- |
| 1   | Brasil            | 5  | 5  | 0  | 18 | 2  | +16 | 10  |
| 2   | Estados Unidos    | 5  | 4  | 1  | 14 | 3  | +11 | 9   |
| 3   | Puerto Rico       | 5  | 3  | 2  | 9  | 7  | +2  | 8   |
| 4   | Perú              | 5  | 2  | 3  | 7  | 9  | -2  | 7   |
| 5   | Trinidad y Tobago | 5  | 1  | 4  | 3  | 12 | -9  | 6   |
| 6   | Costa Rica        | 5  | 0  | 5  | 0  | 15 | -15 | 5   |

#### Sistema de Clasificación
|  |                                                             |
|  | Clasificación directa a semifinales por el 1° al 4° puesto. |
|  | Clasificación a cuartos de final por el 1° al 4° puesto.    |
|  | Clasificación a cuartos de final por el 5° al 8° puesto.    |
|  | Clasificación para jugar por el 11° lugar.                  |

## Fase final

### Final 1º al 4° puesto
|  | Cuartos de final       | Cuartos de final |                        |                        | Semifinales            | Semifinales |  |  | Final                  | Final |
|  |                        |                  |                        |                        |                        |             |  |  |                        |       |
|  |                        |                  |                        |                        |                        |             |  |  |                        |       |
|  |                        |                  |                        |                        |                        |             |  |  |                        |       |
|  | Brasil                 |                  |                        |                        |                        |             |  |  |                        |       |
|  | 8 de julio – Chihuahua |                  |                        |                        |                        |             |  |  |                        |       |
|  | Clasifica 1ro en el B  |                  |                        |                        |                        |             |  |  |                        |       |
|  | Brasil                 | 3                |                        |                        |                        |             |  |  |                        |       |
|  | Brasil                 | 3                | 7 de julio – Chihuahua |                        |                        |             |  |  |                        |       |
|  |                        | Cuba             | 1                      |                        |                        |             |  |  |                        |       |
|  | Cuba                   | Cuba             | 1                      | 3                      |                        |             |  |  |                        |       |
|  | Cuba                   |                  | 9 de julio – Chihuahua | 3                      |                        |             |  |  |                        |       |
|  | Puerto Rico            | 0                |                        |                        |                        |             |  |  |                        |       |
|  | Puerto Rico            | 0                | Brasil                 | 3                      |                        |             |  |  |                        |       |
|  |                        |                  | Brasil                 | 3                      |                        |             |  |  |                        |       |
|  |                        | R. Dominicana    | 0                      |                        |                        |             |  |  |                        |       |
|  | R. Dominicana          | R. Dominicana    | 0                      |                        |                        |             |  |  |                        |       |
|  | 8 de julio – Chihuahua |                  |                        |                        |                        |             |  |  |                        |       |
|  | Clasifica 1ro en el A  |                  |                        |                        |                        |             |  |  |                        |       |
|  | R. Dominicana          | 3                | Tercer y cuarto puesto | Tercer y cuarto puesto |                        |             |  |  |                        |       |
|  | R. Dominicana          | 3                | Tercer y cuarto puesto | Tercer y cuarto puesto | 7 de julio – Chihuahua |             |  |  |                        |       |
|  |                        | Estados Unidos   | 1                      |                        |                        |             |  |  |                        |       |
|  | Estados Unidos         | Estados Unidos   | 1                      | 3                      | Cuba                   | 0           |  |  |                        |       |
|  | Estados Unidos         |                  |                        | 3                      | Cuba                   | 0           |  |  |                        |       |
|  | Argentina              | 0                |                        | Estados Unidos         | 3                      |             |  |  |                        |       |
|  | Argentina              | 0                |                        |                        | 3                      |             |  |  |                        |       |
|  |                        |                  |                        |                        |                        |             |  |  | 9 de julio – Chihuahua |       |
|  |                        |                  |                        |                        |                        |             |  |  |                        |       |

#### Resultados
| Fase             | Fecha    | Encuentro                             | Resultado | Set   | Set   | Set   | Set   | Set | Puntuación total | Tiempo |
| Fase             | Fecha    | Encuentro                             | Resultado | 1     | 2     | 3     | 4     | 5   | Puntuación total | Tiempo |
| ---------------- | -------- | ------------------------------------- | --------- | ----- | ----- | ----- | ----- | --- | ---------------- | ------ |
| Cuartos de Final | 07-07-11 | Cuba - Puerto Rico                    | 3-0       | 26-24 | 25-19 | 25-14 |       |     | 76-57            | 1:14   |
| Cuartos de Final | 07-07-11 | Estados Unidos - Argentina            | 3-0       | 25-13 | 25-14 | 25-19 |       |     | 75-46            | 1:10   |
| Semifinal        | 08-07-11 | República Dominicana - Estados Unidos | 3-1       | 21-25 | 25-19 | 25-21 | 25-21 |     | 96-86            | 1:43   |
| Semifinal        | 08-07-11 | Brasil - Cuba                         | 3-1       | 25-19 | 25-14 | 24-26 | 25-16 |     | 99-75            | 1:33   |
| Tercer Lugar     | 09-07-11 | Estados Unidos - Cuba                 | 3-0       | 25-21 | 25-16 | 25-13 |       |     | 75-50            | 1:06   |
| Final            | 09-07-11 | República Dominicana - Brasil         | 0-3       | 20-25 | 22-25 | 19-25 |       |     | 61-75            | 1:19   |

### Final 5º al 8º puesto
|  | Cuartos de final       | Cuartos de final       |                        |      | Semifinales            | Semifinales            |  |  | Final                  | Final |
|  |                        |                        |                        |      |                        |                        |  |  |                        |       |
|  |                        |                        |                        |      |                        |                        |  |  |                        |       |
|  |                        |                        |                        |      |                        |                        |  |  |                        |       |
|  | Puerto Rico            | 0                      |                        |      |                        |                        |  |  |                        |       |
|  | Puerto Rico            | 0                      | 8 de julio – Chihuahua |      |                        |                        |  |  |                        |       |
|  | Cuba                   | 3                      |                        |      |                        |                        |  |  |                        |       |
|  | Cuba                   | 3                      | Puerto Rico            | 3    |                        |                        |  |  |                        |       |
|  | 7 de julio – Chihuahua |                        | Puerto Rico            | 3    |                        |                        |  |  |                        |       |
|  |                        | Canadá                 | 1                      |      |                        |                        |  |  |                        |       |
|  | Canadá                 | Canadá                 | 1                      | 3    |                        |                        |  |  |                        |       |
|  | Canadá                 |                        | 9 de julio – Chihuahua | 3    |                        |                        |  |  |                        |       |
|  | Trinidad y Tobago      | 0                      |                        |      |                        |                        |  |  |                        |       |
|  | Trinidad y Tobago      | 0                      | Puerto Rico            | 3    |                        |                        |  |  |                        |       |
|  |                        |                        | Puerto Rico            | 3    |                        |                        |  |  |                        |       |
|  |                        | Argentina              | 2                      |      |                        |                        |  |  |                        |       |
|  | Argentina              | Argentina              | 2                      | 0    |                        |                        |  |  |                        |       |
|  | Argentina              | 8 de julio – Chihuahua |                        | 0    |                        |                        |  |  |                        |       |
|  | Estados Unidos         | 3                      |                        |      |                        |                        |  |  |                        |       |
|  | Estados Unidos         | 3                      | Argentina              | 3    | Tercer y cuarto puesto | Tercer y cuarto puesto |  |  |                        |       |
|  | 7 de julio – Chihuahua |                        | Argentina              | 3    | Tercer y cuarto puesto | Tercer y cuarto puesto |  |  |                        |       |
|  |                        | Perú                   | 2                      |      |                        |                        |  |  |                        |       |
|  | Perú                   | Perú                   | 2                      | 3    | Canadá                 | 3                      |  |  |                        |       |
|  | Perú                   |                        |                        | 3    | Canadá                 | 3                      |  |  |                        |       |
|  | México                 | 0                      |                        | Perú | 0                      |                        |  |  |                        |       |
|  | México                 | 0                      |                        |      | 0                      |                        |  |  |                        |       |
|  |                        |                        |                        |      |                        |                        |  |  | 9 de julio – Chihuahua |       |
|  |                        |                        |                        |      |                        |                        |  |  |                        |       |

#### Resultados
| Fase             | Fecha    | Encuentro                  | Resultado | Set   | Set   | Set   | Set   | Set   | Puntuación total | Tiempo |
| Fase             | Fecha    | Encuentro                  | Resultado | 1     | 2     | 3     | 4     | 5     | Puntuación total | Tiempo |
| ---------------- | -------- | -------------------------- | --------- | ----- | ----- | ----- | ----- | ----- | ---------------- | ------ |
| Cuartos de Final | 07-07-11 | Canadá - Trinidad y Tobago | 3-0       | 25-15 | 25-19 | 25-17 |       |       | 75-51            | 1:06   |
| Cuartos de Final | 07-07-11 | Perú - México              | 3-0       | 25-23 | 25-23 | 25-22 |       |       | 75-68            | 1:02   |
| Semifinal        | 08-07-11 | Puerto Rico - Canadá       | 3-1       | 25-5  | 25-14 | 24-26 | 25-16 |       | 99-75            | 1:33   |
| Semifinal        | 08-07-11 | Argentina - Perú           | 3-2       | 25-19 | 15-25 | 26-24 | 22-25 | 15-12 | 103-105          | 1:53   |
| Quinto Lugar     | 09-07-11 | Puerto Rico - Argentina    | 3-2       | 20-25 | 21-25 | 25-21 | 25-23 | 15-12 | 54-75            | 1:10   |
| Séptimo Lugar    | 09-07-11 | Canadá - Perú              | 3-0       | 25-21 | 25-22 | 25-19 |       |       | 75-62            | 2:03   |

### Final 9º y 10° puesto

#### Resultados
| Fase         | Fecha    | Encuentro                  | Resultado | Set   | Set   | Set   | Set   | Set | Puntuación total | Tiempo |
| Fase         | Fecha    | Encuentro                  | Resultado | 1     | 2     | 3     | 4     | 5   | Puntuación total | Tiempo |
| ------------ | -------- | -------------------------- | --------- | ----- | ----- | ----- | ----- | --- | ---------------- | ------ |
| Noveno Lugar | 08-07-11 | Trinidad y Tobago - México | 1-3       | 18-25 | 16-25 | 25-14 | 19-25 |     | 78-89            | 1:04   |

### Final 11º y 12° puesto

#### Resultados
| Fase           | Fecha    | Encuentro          | Resultado | Set   | Set   | Set   | Set | Set | Puntuación total | Tiempo |
| Fase           | Fecha    | Encuentro          | Resultado | 1     | 2     | 3     | 4   | 5   | Puntuación total | Tiempo |
| -------------- | -------- | ------------------ | --------- | ----- | ----- | ----- | --- | --- | ---------------- | ------ |
| Undécimo Lugar | 07-07-11 | Chile - Costa Rica | 0-3       | 16-25 | 20-25 | 17-25 |     |     | 53-75            | 1:08   |

## Campeón
| Brasil           |
| Campeón          |
| BRASIL 3º título |

## Clasificación general
| Pos | Equipo               |
| --- | -------------------- |
| 1   | Brasil               |
| 2   | República Dominicana |
| 3   | Estados Unidos       |
| 4   | Cuba                 |
| 5   | Puerto Rico          |
| 6   | Argentina            |
| 7   | Canadá               |
| 8   | Perú                 |
| 9   | México               |
| 10  | Trinidad y Tobago    |
| 11  | Costa Rica           |
| 12  | Chile                |

## Distinciones individuales
| Distinción      | Nombre              | Equipo               |
| --------------- | ------------------- | -------------------- |
| MVP             | Sheila Castro       | Brasil               |
| Mejor Anotadora | Sarah Pavan         | Canadá               |
| Mejor Ataque    | Prisilla Rivera     | República Dominicana |
| Mejor Bloqueo   | Thaisa Menezes      | Brasil               |
| Mejor Servicio  | Lisvel Elisa Eve    | República Dominicana |
| Mejor Armadora  | Elena Keldivekova   | Perú                 |
| Mejor Recepción | Fabiana de Oliveira | Brasil               |
| Mejor Defensa   | Brenda Castillo     | República Dominicana |
| Mejor Líbero    | Brenda Castillo     | República Dominicana |